# Mesochorus acutus
Mesochorus acutus är en stekelart som beskrevs av Schwenke 1999. Mesochorus acutus ingår i släktet Mesochorus och familjen brokparasitsteklar. Inga underarter finns listade i Catalogue of Life.